# Championnat du Monténégro de football 2022-2023
Navigation
Saison 2021-2022 Saison 2023-2024
La saison 2022-2023 de Prva crnogorska fudbalska liga ou Meridian 1. CFL, pour des raisons de parrainage, est la 17e édition de la première division monténégrine. Les dix meilleurs clubs du pays sont regroupés au sein d'une poule unique où ils affrontent quatre fois leurs adversaires. En fin de saison, le dernier du classement est relégué et remplacé par le meilleur club de la deuxième division monténégrine tandis que les 8e et 9e disputent des barrages de relégation contre les 2e et 3e de deuxième division.
Le FK Budućnost Podgorica remporte son 6e titre de champion du Monténégro, s'assurant du titre lors de la dernière journée et devançant le FK Sutjeska Nikšić, tenant du titre, à la différence de buts particulière.

## Équipes participantes
Légende des couleurs
- 1er tour de qualification de la Ligue des champions 2022-2023
- 1er tour de qualification de la Ligue Europa Conférence 2022-2023
- Promu de 2.CFL 2021-2022

| Club                      | Classement 2020-2021 | Stade                   | Capacité |
| ------------------------- | -------------------- | ----------------------- | -------- |
| FK Sutjeska Nikšić        | 1er                  | Stadion kraj Bistrice   | 10 800   |
| FK Budućnost Podgorica    | 2e                   | Podgorica City Stadium  | 17 000   |
| FK Dečić                  | 3e                   | Stadion Tuško Polje     | 2 000    |
| FK Iskra Danilovgrad      | 4e                   | Braća Velašević Stadium | 2 500    |
| FK Mornar Bar             | 5e                   | Stade Topolica          | 2 500    |
| FK Jezero                 | 6e                   | Stadion Pod Racinom     | 2 500    |
| OFK Petrovac              | 7e                   | Pod Malim Brdom         | 5 000    |
| FK Rudar Pljevlja         | 8e                   | Stadion Gradski         | 7 000    |
| FK Jedinstvo Bijelo Polje | 1er (D2)             | Stadion Gradski         | 4 000    |
| FK Arsenal Tivat          | 2e (D2)              | Stadion u Parku         | 2 000    |

## Compétition

### Format
Chacune des dix équipes participant au championnat s'affronte à quatre reprises pour un total de trente-six matchs chacune. L'équipe terminant dixième est directement reléguée en 2.CFL 2023-2024 tandis que les équipes terminant au huitième et neuvième rang jouent un match de barrage promotion-relégation contre le deuxième et troisième de deuxième division.

### Classement
Les équipes sont classées selon leur nombre de points, lesquels sont répartis comme suit : trois points pour une victoire, un point pour un match nul et zéro point pour une défaite. Pour départager les égalités, les critères suivants sont utilisés :
1. Points obtenus en confrontations directes
2. Différence de buts en confrontations directes
3. Nombre de buts marqués en confrontations directes
4. Nombre de buts marqués à l'extérieur en confrontations directes
5. Différence de buts générale
6. Nombre total de buts marqués
7. Tirage au sort.

| Rang | Équipe                      | Pts | J  | G  | N  | P  | Bp | Bc | Diff |
| ---- | --------------------------- | --- | -- | -- | -- | -- | -- | -- | ---- |
| 1    | FK Budućnost Podgorica      | 70  | 36 | 20 | 10 | 6  | 61 | 37 | +24  |
| 2    | FK Sutjeska Nikšić T C      | 70  | 36 | 20 | 10 | 6  | 75 | 34 | +41  |
| 3    | FK Arsenal Tivat P          | 50  | 36 | 13 | 11 | 12 | 39 | 39 | 0    |
| 4    | FK Dečić                    | 50  | 36 | 12 | 14 | 10 | 44 | 37 | +7   |
| 5    | FK Jedinstvo Bijelo Polje P | 47  | 36 | 13 | 8  | 15 | 43 | 54 | -11  |
| 6    | OFK Petrovac                | 45  | 36 | 11 | 12 | 13 | 50 | 57 | -7   |
| 7    | FK Jezero                   | 43  | 36 | 10 | 13 | 13 | 35 | 38 | -3   |
| 8    | FK Mornar Bar               | 42  | 36 | 11 | 9  | 16 | 30 | 41 | -11  |
| 9    | FK Rudar Pljevlja           | 38  | 36 | 9  | 11 | 16 | 36 | 51 | -15  |
| 10   | FK Iskra Danilovgrad        | 31  | 36 | 7  | 10 | 19 | 33 | 58 | -25  |

Qualifications européennes
- 1er : 1er tour de qualification

Ligue Europa Conférence 2023-2024
- C et 3e : 1er tour de qualification

Relégation en 2.CFL 2022-2023
- 8e et 9e : Barrage de relégation
- 10e : Relégation en 2.CFL 2023-2024

Abréviations

### Résultats
| Résultats (▼dom., ►ext.)                                   | ARS | BUD | DEC | ISK | JED | JEZ | MOR | PET | RUD | SUT |
| FK Arsenal Tivat                                           |     | 0-4 | 1-2 | 3-0 | 1-0 | 1-1 | 2-1 | 0-2 | 0-2 | 2-2 |
| FK Budućnost Podgorica                                     | 2-0 |     | 0-2 | 0-1 | 3-0 | 2-1 | 2-0 | 3-3 | 2-1 | 2-0 |
| FK Dečić                                                   | 2-4 | 0-0 |     | 3-0 | 0-1 | 1-1 | 3-1 | 1-1 | 0-0 | 1-2 |
| FK Iskra Danilovgrad                                       | 2-3 | 1-1 | 0-0 |     | 1-3 | 2-1 | 2-1 | 1-2 | 0-0 | 1-2 |
| FK Jedinstvo Bijelo Polje                                  | 2-2 | 0-1 | 1-2 | 2-1 |     | 0-1 | 1-0 | 0-1 | 5-1 | 1-1 |
| FK Jezero                                                  | 2-1 | 0-0 | 0-0 | 0-0 | 0-2 |     | 3-1 | 2-2 | 3-1 | 1-0 |
| FK Mornar Bar                                              | 0-1 | 1-2 | 0-1 | 0-0 | 2-2 | 1-0 |     | 1-0 | 2-2 | 2-1 |
| OFK Petrovac                                               | 1-2 | 4-1 | 2-2 | 1-0 | 1-1 | 2-1 | 1-2 |     | 0-0 | 0-4 |
| FK Rudar Pljevlja                                          | 0-0 | 0-1 | 1-1 | 3-1 | 0-3 | 2-1 | 1-0 | 0-1 |     | 0-0 |
| FK Sutjeska Nikšić                                         | 2-1 | 0-1 | 3-0 | 3-0 | 5-0 | 3-0 | 1-1 | 2-0 | 4-0 |     |
| - Victoire à domicile - Match nul - Victoire à l'extérieur |     |     |     |     |     |     |     |     |     |     |

| Résultats (▼dom., ►ext.)                                   | ARS | BUD | DEC | ISK | JED | JEZ | MOR | PET | RUD | SUT |
| FK Arsenal Tivat                                           |     | 1-1 | 0-0 | 2-3 | 1-0 | 1-0 | 0-0 | 1-1 | 0-1 | 0-1 |
| FK Budućnost Podgorica                                     | 1-0 |     | 1-0 | 3-0 | 4-0 | 1-3 | 2-0 | 4-4 | 2-1 | 1-1 |
| FK Dečić                                                   | 0-0 | 4-3 |     | 0-1 | 2-0 | 1-1 | 1-1 | 3-0 | 1-0 | 0-3 |
| FK Iskra Danilovgrad                                       | 0-1 | 3-0 | 1-3 |     | 1-1 | 1-1 | 1-1 | 2-2 | 2-1 | 0-2 |
| FK Jedinstvo Bijelo Polje                                  | 0-0 | 1-3 | 0-0 | 2-1 |     | 2-1 | 3-1 | 2-1 | 3-4 | 0-4 |
| FK Jezero                                                  | 1-0 | 1-2 | 2-1 | 2-0 | 2-1 |     | 0-0 | 1-1 | 0-0 | 0-0 |
| FK Mornar Bar                                              | 0-1 | 0-1 | 1-0 | 0-0 | 1-0 | 1-0 |     | 0-1 | 2-0 | 3-2 |
| OFK Petrovac                                               | 0-3 | 1-1 | 2-1 | 4-1 | 2-3 | 1-0 | 0-1 |     | 2-3 | 1-1 |
| FK Rudar Pljevlja                                          | 1-2 | 1-1 | 0-0 | 3-1 | 1-2 | 0-0 | 0-1 | 4-2 |     | 1-4 |
| FK Sutjeska Nikšić                                         | 2-2 | 2-2 | 1-1 | 2-1 | 3-4 | 4-2 | 4-1 | 2-1 | 2-1 |     |
| - Victoire à domicile - Match nul - Victoire à l'extérieur |     |     |     |     |     |     |     |     |     |     |

### Barrage de promotion-relégation
À la fin de la saison, des matchs de barrage de promotion-relégation opposent le 8e de première division au 3e de deuxième division et le 9e de première division au 2e de deuxième division. En cas d'égalité à l'issue de la double confrontation, les équipes sont départagées par une séance de tirs au but (pas de prolongation). 
| Équipe                | Aller | Total | Retour | Équipe                 |
| --------------------- | ----- | ----- | ------ | ---------------------- |
| FK Kom Podgorica (D2) | 1 - 1 | 2 - 3 | 1 - 2  | FK Rudar Pljevlja (D1) |
| FK Mornar Bar (D1)    | 2 - 0 | 4 - 0 | 2 - 0  | FK Berane (D2)         |

Légende des couleurs
- Le club se maintient en première division.
- Le club reste en deuxième division.

## Bilan de la saison
| Championnat du Monténégro de football 2022-2023                        |                                   |
| Champion                                                               | FK Budućnost Podgorica (6e titre) |
| Dauphin                                                                | FK Sutjeska Nikšić                |
| Coupes et trophées                                                     |                                   |
| Vainqueur de la Coupe du Monténégro 2022-2023                          | FK Sutjeska Nikšić                |
| Qualifications continentales                                           |                                   |
| Ligue des champions 2023-2024                                          | FK Budućnost Podgorica            |
| Ligue Europa Conférence 2023-2024                                      | FK Sutjeska Nikšić                |
| Ligue Europa Conférence 2023-2024                                      | FK Arsenal Tivat                  |
| Promotions et relégations                                              |                                   |
| Promus en Championnat du Monténégro de football                        | OFK Mladost DG                    |
| Relégués en Championnat du Monténégro de football de deuxième division | FK Iskra Danilovgrad              |